# Communauté de communes de la Beauce Vovéenne
Die Communauté de communes de la Beauce Vovéenne ist ein ehemaliger französischer Gemeindeverband mit der Rechtsform einer Communauté de communes im Département Eure-et-Loir in der Region Centre-Val de Loire. Er wurde am 12. Dezember 2002 gegründet und umfasste zuletzt 18 Gemeinden. Der Verwaltungssitz befand sich im Ort Voves.

## Historische Entwicklung
Per 1. Januar 2016 bildeten die ehemaligen Gemeinden Baignolet, Fains-la-Folie, Germignonville, Viabon die Commune nouvelle Eole-en-Beauce. Ebenso wurde die Gemeinde Pézy nach Theuville integriert.
Mit Wirkung vom 1. Januar 2017 fusionierte der Gemeindeverband mit
- Communauté de communes de la Beauce d’Orgères sowie
- Communauté de communes de la Beauce de Janville

und bildete so die Nachfolgeorganisation Communauté de communes Cœur de Beauce.
Gleichzeitig bildeten die Gemeinden Montainville, Rouvray-Saint-Florentin, Villeneuve-Saint-Nicolas und Voves eine Commune nouvelle mit dem Namen Les Villages Vovéens.

## Ehemalige Mitgliedsgemeinden
1. Allonnes
2. Beauvilliers
3. Boisville-la-Saint-Père
4. Boncé
5. Eole-en-Beauce (Commune nouvelle)
6. Louville-la-Chenard
7. Montainville
8. Moutiers
9. Ouarville
10. Prasville
11. Réclainville
12. Rouvray-Saint-Florentin
13. Theuville (Commune nouvelle)
14. Villars
15. Villeau
16. Villeneuve-Saint-Nicolas
17. Voves
18. Ymonville